# Yankee Stadium
|  | Denne artikel omhandler det nuværende Yankee Stadium. For det tidligere stadion, se Yankee Stadium (1923) |
Yankee Stadium er hjemmebanen for baseballholdet New York Yankees. Stadionet ligger på East 161st Street and River Avenue i The Bronx i New York. Stadionet åbnede den 16. april 2009, og erstattede det tidligere stadion fra 1923 med samme navn beliggende umiddelbart overfor.
Opførelsen af det nye Yankee Stadium blev påbegyndt i 2006. Det blev bygget på et tidligere parkområde overfor det gamle stadionet. Det gamle stadion er ved at blive revet ned for at gøre plads til et nyt parkanlæg. Udformningen af det nye stadion minder meget om udseendet til det gamle før dette blev restaureret i midten af 1970'erne. Yankee Stadium har en kapacitet på omkring 50.000 tilskuere.
Yankee Stadium er også hjemsted for andre sportsarrangementer, såsom amerikansk fodbold og boksekampe.

## Eksterne links
- Wikimedia Commons har flere filer relateret til Yankee Stadium

40°49′46″N 73°55′35″V / 40.82957°N 73.92639°V